# 上中屋町
上中屋町（かみなかやちょう）は、岐阜県各務原市の地名。現行行政町名は上中屋町一丁目から五丁目。

## 地理
各務原市の稲羽地区の西部（旧・中屋村）に属する。
町域の東部は松本町、山脇町、西部は下中屋町、大佐野町、南部は川島小網町、川島松倉町、北部は上戸町、山脇町である。
町域の南には木曽川が流れる。
道路
- 県道95号芋島鵜沼線
- 木曽川街道
- 各務原大橋通り

## 歴史
江戸時代、この地域は羽栗郡上中屋村であった。1889年（明治22年）に 町村制により、上中屋村が発足。1897年（明治30年）に羽島郡上中屋村、松本村、下中屋村、大佐野村、成清村、神置村と合併し中屋村が発足。中屋村大字上中屋となる。
1955年（昭和30年）に稲葉郡更木村、前宮村、羽島郡中屋村が合併、稲葉郡稲羽町が発足すると稲羽町上中屋町に改称。1963年（昭和38年）、蘇原町、鵜沼町、鵜沼町、稲羽町が合併し各務原市が発足すると、各務原市上中屋町となる。
1981年（昭和56年）8月20日、稲羽西部土地改良区の区画整理により、上中屋町一丁目から五丁目が成立。

## 世帯数と人口
2024年（令和6年）10月1日現在の世帯数と人口は以下の通りである。
| 丁目           | 世帯数  | 人口  |
| -------------- | ------- | ----- |
| 上中屋町一丁目 | 67世帯  | 198人 |
| 上中屋町二丁目 | 88世帯  | 234人 |
| 上中屋町三丁目 | 94世帯  | 218人 |
| 上中屋町四丁目 | 47世帯  | 123人 |
| 上中屋町五丁目 | 82世帯  | 202人 |
| 計             | 378世帯 | 975人 |

## 小・中学校の学区
市立小・中学校に通う場合、学区は以下の通りとなる。
| 番・番地等 | 小学校                 | 中学校               |
| ---------- | ---------------------- | -------------------- |
| 全域       | 各務原市立稲羽西小学校 | 各務原市立稲羽中学校 |

## 主な施設
- 上中屋公民館
- 各務原大橋交流広場
- 秋葉神社
- 天神神社 - 銀幣社
- 金刀比羅神社
- 上徳坊

## 交通
- 各務原市ふれあいバス稲羽線